# متحف آثار جرش
متحف آثار جرش متحف أثري أردني يقع في مدينة جرش. تأسس في عام 1932.

## تأسيس
تأسس أول متحف آثار في جرش سنة 1932م حيث تم استغلال المكتشفات الأثرية التي وجدت في جرش، بالإضافة إلى اللوحات الفسيفسائية.
وفي سنة 1985م تم استصلاح مبنى استراحة جرش القديمة وتطويره لاستخدامه متحفا، أطلق على أول معرض فيه(الأردن عبر العصور).

## محتويات المتحف
وقد احتوى على أفضل المكتشفات الأثرية في الأردن وخاصة في جرش. وفيما بعد أصبح المتحف يختص بالمكتشفات الأثرية الموجودة في منطقة جرش، وتم تطويره من الخارج والداخل، أضيف اليه خزائن عرض جديدة روعي فيها استيعاب القطع الموجودة في مختلف العصور (منذ العصر الحجري الحديث وحتى الفترة المملوكية) وقد تم عرض هذه القطع بتسلسل تاريخي وحسب الأصناف والاستعمالات اليومية.
•ويحتوي المتحف على عدد كبير من القطع الفخارية والزجاجية والمعادن والعملة والمجوهرات والأحجار الكريمة وبعض التماثيل والمذابح الرخامية والحجرية، بالإضافة إلى لوحات فسيفسائية من مختلف مناطق جرش، زودت بشروحات وافية.
•وتم استغلال المنطقة المحيطة بالمتحف لعرض النصب التذكارية المنقوشة عليها كتابات باللغتين اليونانية واللاتينية، وتماثيل رخامية وتوابيت حجرية نقشت عليها أشكال نباتية وهندسية..
•ومن الجدير بالذكر أن مدينة جرش (جراسا) كانت إحدى المدن العشر المعروفة بالديكابولس، وتعتبر من أكبر المدن الرومانية واغناها في العمارة المتنوعة، فهي تحتوي على المعابد الرومانية، والشوارع المعمدة، والمدرجات والجسور والحمامات، والمباني التذكارية مثل:
•قوس النصر وسبيل الحوريات وميدان سباق الخيل، بالإضافة إلى ثمانية عشر كنيسة معظمها مغطى بالفسيفساء الملونة وجميع المدينة محاطة بسور كامل وبوابات مطلة على الجهات الأربعة.